# 부천터미널 소풍
부천터미널 소풍은 대한민국 경기도 부천시 원미구 송내대로 239(상동 539-1)에 있는 버스 터미널이다.
부천시청 인근에 있던 구 터미널의 노후되고 공간이 협소해짐에 따라, 지금의 자리로 신축·이전하여 2007년 10월 1일 문을 열었다. 고속버스 전산망상의 터미널 번호는 101이다. 전체 건물 연면적은 60,350m2, 대합실 면적은 8,090m2이다. 2019년 1월 기준 하루 평균 3,600명이 이용하고 59개 노선이 운행중이다.

## 개요
경기도, 강원특별자치도, 충청도, 경상도, 전라도 등 전국을 운행하고 있으며, 골프연습장, 11개의 상영관을 갖춘 영화관 등 복합테마쇼핑센터도 들어서 있다. 규모는 코엑스보다 1.7배 더 크고 63빌딩보다도 1.3배 더 크다. 상업 시설의 경우 개장 후에도 대규모 미분양으로 고전하였으나, 2008년, 이랜드그룹 산하 브랜드들의 일괄 입점 계약으로 분양율이 75.9%까지 올라갔다.
동대구복합환승센터같이 승차장은 복층으로 되어 있다.

## 시설
- 주차대수 : 1,726대 (법정 : 1,216대)
- 건축규모 : 지상 9층, 지하 3층
  - 지하 3층 : 주차장
  - 지하 2층 : 소풍웨딩홀, 주차장
  - 지하 1층 : 전문식당가, 패션전문관 소풍109, 경인문고, 한샘, 가구전문관, 주차장
  - 지상 1층 : 터미널, 킴스클럽
  - 지상 2층 : 터미널, 뉴코아
  - 지상 3층 : 터미널, 뉴코아
  - 지상 4층 : 뉴코아, 코코몽, 블루밍스퀘어, 전문식당가, 문화센터
  - 지상 5층 : 뉴코아, 푸드스트리트
  - 지상 6층 : CGV, 빕스, 소풍웨딩홀, 전문식당가
  - 지상 7층 : CGV, 소풍웨딩홀
  - 지상 8층 : 하늘정원
  - 지상 9층 : 하늘정원, 소풍골프연습장

## 승차홈
| 층별 | 승차홈  | 행선지                                                                             |
| ---- | ------- | ---------------------------------------------------------------------------------- |
| 1층  | 1번홈   | 부산(심야), 마산(심야), 창원(심야)                                                 |
| 1층  | 2번홈   | 문산(심야)                                                                         |
| 1층  | 3~6번홈 | 하차홈                                                                             |
| 2층  | 1번홈   | 구룡, 기지시, 남면, 당진, 보령, 서산, 어송, 운산, 음암, 태안                       |
| 2층  | 2번홈   | 광혜원, 두원공대, 백암, 이월, 제천, 죽산, 증평, 진천, 청주, 추풍령, 황간           |
| 2층  | 3번홈   | 공주, 대전, 대전청사, 세종, 유성, 천안                                             |
| 2층  | 4번홈   | 감곡, 마산, 문경, 상주, 생극, 수원, 용원, 장호원, 점촌, 주덕, 창원, 충주, 현대전자 |
| 2층  | 5번홈   | 서수원, 안동, 영주, 오산, 인월, 함양                                               |
| 2층  | 6번홈   | 모란역, 성남, 울산, 인천국제공항                                                   |
| 3층  | 1번홈   | 의왕(고천), 공도, 대림동, 덕평, 동아방송대, 안성, 안중, 이천, 중앙대, 평택         |
| 3층  | 2번홈   | 가평, 강릉, 강촌, 고한사북, 대성리, 마석, 영월, 청평, 춘천, 태백, 평내             |
| 3층  | 3번홈   | 낙산, 낙산사입구, 설악산입구, 속초, 원주, 정선, 평촌                               |
| 3층  | 4번홈   | 강진, 광주, 나주, 목포, 무안, 순천, 안산, 영광                                     |
| 3층  | 5번홈   | 광양, 군산, 남원, 동광양, 시흥(시화), 익산, 전주, 정읍                             |
| 3층  | 6번홈   | 강남대, 명지대, 신갈, 에버랜드, 용인, 용인대                                       |
| 3층  | 7번홈   | 가락시장, 고양, 동서울, 문산, 일산, 잠실                                           |

## 운행 노선

### 고속버스
| 운행 노선   | 운행업체          | 운행구간 | 운행구간 | 운행구간 | 경유지 | 배차 간격 | 시간표                            |
| ----------- | ----------------- | -------- | -------- | -------- | ------ | --------- | --------------------------------- |
| 부천 ↔ 서산 | 충남고속 한양고속 | 부천     | ↔        | 서산     | 무정차 | 5회       | 10:30, 11:50, 14:30, 15:50, 17:10 |

### 시외버스
- 음성행은 친선고속이 1일 2회 운행했지만 2012년 10월 부로 폐선되었다.
- 부천-양평-홍천행 금강고속 시외버스 2014년 4월부로 수요부족으로 운행중단되었다.
- 5000번 (문산, 일산), 수원, 용인, 에버랜드, 성남, 고양, 동서울, 안양, 안산, 서수원, 평촌, 범계, 호계동, 비산동, 시화 방면으로 갈 때는 승차권을 구입할 필요없이 교통카드를 이용해 승차할 수 있다. 2014년 12월 1일부터 행선지 조회 및 예매 사이트가 변경되었다.[4]
- 2017년 5월 15일부터 구례행 시외버스 이용수요저조로 운행중단되었다.
- 2018년 7월 1일부터 춘천행 시외버스 운행 중단되었다.
- 2023년 3월 27일부터 문산행 시외버스 노선이 직행좌석버스로 전환되었다.

| 방면        | 행선지 |
| ----------- | --- |
| 수도권 방면 | 가락시장, 강남대, 고양, 고양화정, 공도, 구갈, 구성, 구운동, 금곡, 기흥역, 대림동산, 덕평, 동백지구, 동서울, 두원공대, 명지대, 모란, 백암, 범계, 보정역, 비산동, 서수원, 성남, 수원, 수원역, 수지, 시화, 신갈, 안산, 안성, 안양, 안중, 에버랜드, 오산, 용인대, 의왕고천, 이천, 이황리, 인천국제공항, 잠실, 장지역, 장호원, 죽산, 죽전역, 중앙대(안성), 청강대, 태평리, 평택 한경대, 해군기지, 현대전자, 호계동 |
| 강원권 방면 | 강릉, 고한사북, 낙산, 마차, 문곡, 문막, 미탄, 설악입구, 속초, 연당, 영월, 원주, 정선, 태백 |
| 충청권 방면 | 감곡, 공주, 광혜원, 구룡, 기지시, 남면, 당진, 대전, 대전청사, 보령, 생극, 서산, 세종, 심천, 안면도, 어송, 영동, 용원, 옥천, 운산, 유성, 음암, 이원, 이월, 제천, 주덕, 증평, 진천, 창기리, 천안, 청주, 추풍령, 충북혁신도시, 충주, 태안, 황간 |
| 호남권 방면 | 광양, 광주, 군산, 남원, 동광양, 목포, 무안, 순천, 영광, 익산, 인월, 전주, 정읍, 함평 |
| 영남권 방면 | 마산, 마천, 문경, 백무동, 상주, 서상, 신복, 안동, 영주, 울산, 점촌, 창원, 함양, |

#### 직행좌석버스
| 노선 번호     | 운행업체 | 운행구간   | 운행구간 | 운행구간   | 경유지 | 배차 간격 (분) | 비고                                    |
| ------------- | -------- | ---------- | -------- | ---------- | --- | -------------- | --------------------------------------- |
| 5000 직행좌석 | 대원고속 | 문산터미널 | ↔        | 부천터미널 | 문산역, 월롱역, 금촌, 운정사거리, 이마트 탄현점, 일산시장, 일산경찰서, 마두역, 백석역, 계산역, 경인교육대학교, 작전역 | 40~60          | 2023년 3월 27일 직행좌석버스로 형간전환 |

## 이전 갈등
부천터미널이 현 위치로 이전하기 전에는 원미구 중동 1151번지 일대에 있었는데, 당시에는 KD운송그룹이 부천터미널을 운영하고 있었다. 새로 건축된 부천터미널은 원래 2007년 8월에 개장할 예정이었으나 KD운송그룹에서 새로운 터미널이 건설되고 노선을 이전한 뒤에도 매표권 및 노선변경권 등 사업권을 달라고 요구해 협상이 지연되면서 개장시기가 연기됐다.
이에 대해서 현재 부천터미널을 운행하는 주체인 소풍 측에서는 터미널 사업자의 고유권한인 매표권 등을 달라는 것은 새 터미널 자체를 부인하는 것이라면서 거절하였으며, KD운송그룹과 협상이 실패하자 자신들이 유치한 신규노선 등 70여개 노선으로 2007년 10월 1일 터미널을 개통키로 하였다. 그러자 부천시에서도 기존 터미널을 사용하던 전국 30여개 운송사업자에게 새 터미널을 이용토록 사용명령을 내리고 경기도에 개선명령을 요청했으며 또 사용명령 불이행에 따른 행정처분을 하겠다며 KD운송그룹을 압박하였다. 결국 10월 4일에 극적으로 합의하면서 KD운송그룹에서 운영하던 노선이 모두 새로운 터미널로 운행을 시작하면서 터미널 이전이 완료되었다.

## 주변 철도역
- 서울 지하철 7호선 : 상동역
- 수도권 전철 1호선 : 송내역[11]